# Цибуля городня
Цибу́ля горо́дня (Allium cepa) — багаторічна трав'яниста рослина, представник роду цибуля родини амарилісових. Батьківщина цибулі — Середня Азія.
Біномінальна латинська назва походить від лат. allium — «часник» + cepa — «цибуля».
В культурі відома більш як 5 тис. років. Нині виведено велику кількість сортів, які різняться на смак та за кількістю цибулинок. В Україні найпопулярнішими сортами цибулі городньої є цибуля біла (сіянка, тиканка), цибуля синя, цибуля порей та цибуля ялтинська.

## Опис
Генеративне стебло без листків, пряме, до 80 см заввишки, трубчасте, обгорнуте піхвами листків при основі. Цибулина приплюснута, куляста або яйцеподібна, з перетинчастими суцільними жовтими внутрішніми лусками. Листки дворядні, трубчасті, гострі. Квітки двостатеві, правильні, зібрані в кулясте, зонтикоподібне суцвіття. Оцвітина проста, віночкоподібна, зеленувато-біла. Плід коробочка.

## Вирощування
Зростає на одному місці до 4 років, дуже стійка проти морозів. Цвіте у червні-серпні. Вирощують як овочеву та лікарську культуру. Середня врожайність цибулі — близько 350 ц з гектара. Найкращий врожай досягається за температури +18-20 °C.

## Шкідники
Найбільшим злісним шкідником є цибулева муха. Інші шкідники: міль цибулева. Вражається пероноспорозом та ботритіозом.

## Хімічний склад
В цибулинах міститься від 3 до 14 % цукрів (мальтоза, глюкоза, сахароза, фруктоза), а також вітаміни А, В, С, ефірні олії, органічні сполуки (яблучна, лимонна, тіоціанова, фітинова), флавоноїди (епіреозид, кверцетин), мінеральні солі (калій, залізо, кобальт, марганець, селен, цинк, сірка). В листках (перах) також міститься вітамін С, якого втричі більше, аніж у лусках цибулини, та каротин. Галенові препарати цибулі стимулюють секрецію та перистальтику шлунково-кишкового тракту, мають антисклеротичні, фітонцидні, гіпоглікемічні, холінергічні властивості; сперматогенну активність (посилюють вироблення сперми), зміцнюють та сприяють росту волосся, покращують кровопостачання шкіри, лікують вугрі.

## Вживання в їжу

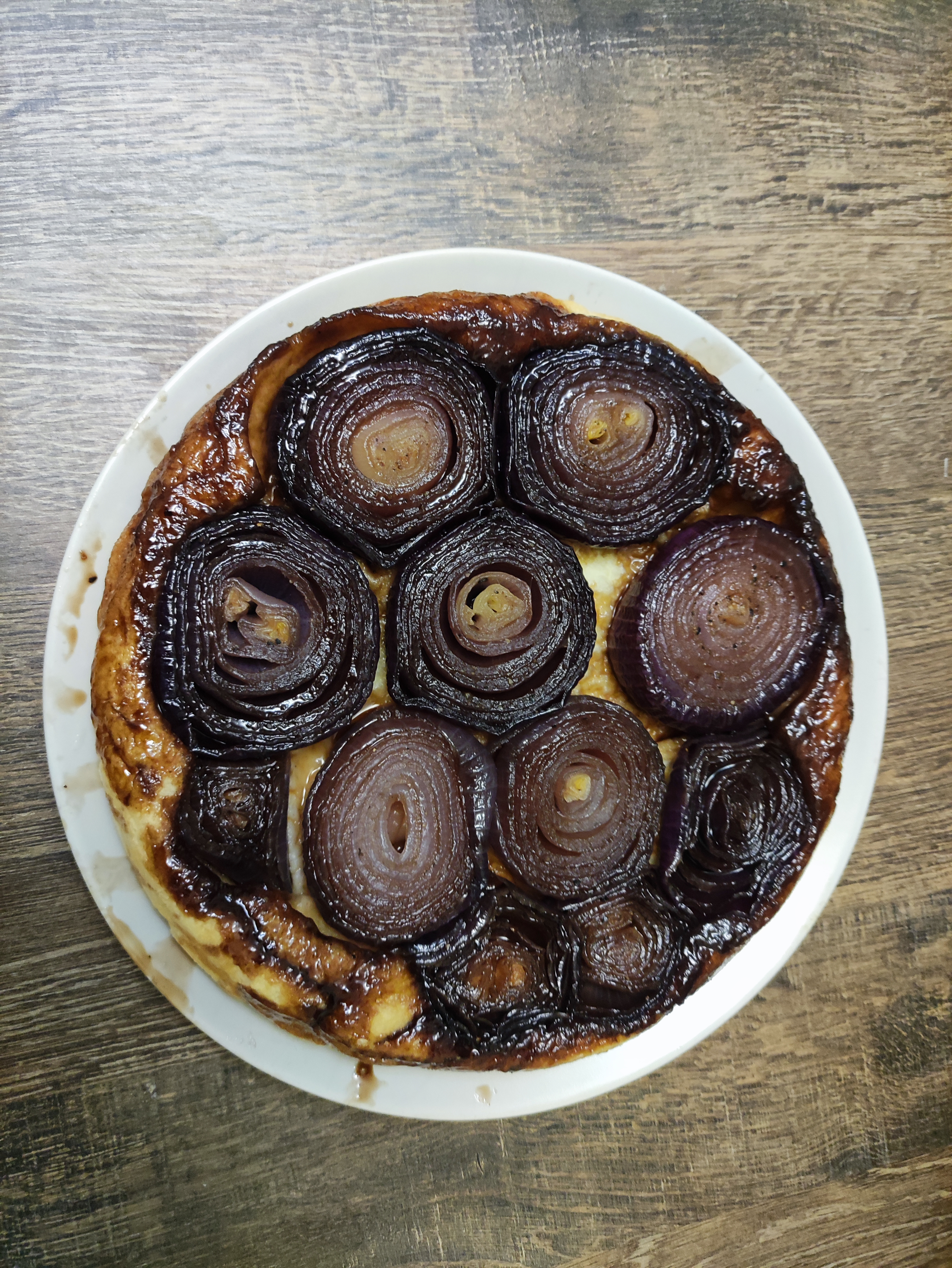
Тарт Татен цибуляний

Див. також Категорія:Страви з цибулі

Цибуля вживається в їжу у свіжому, вареному, підсмаженому, консервованому та сушеному вигляді, використовується також як лікарський засіб.

## Значення та застосування

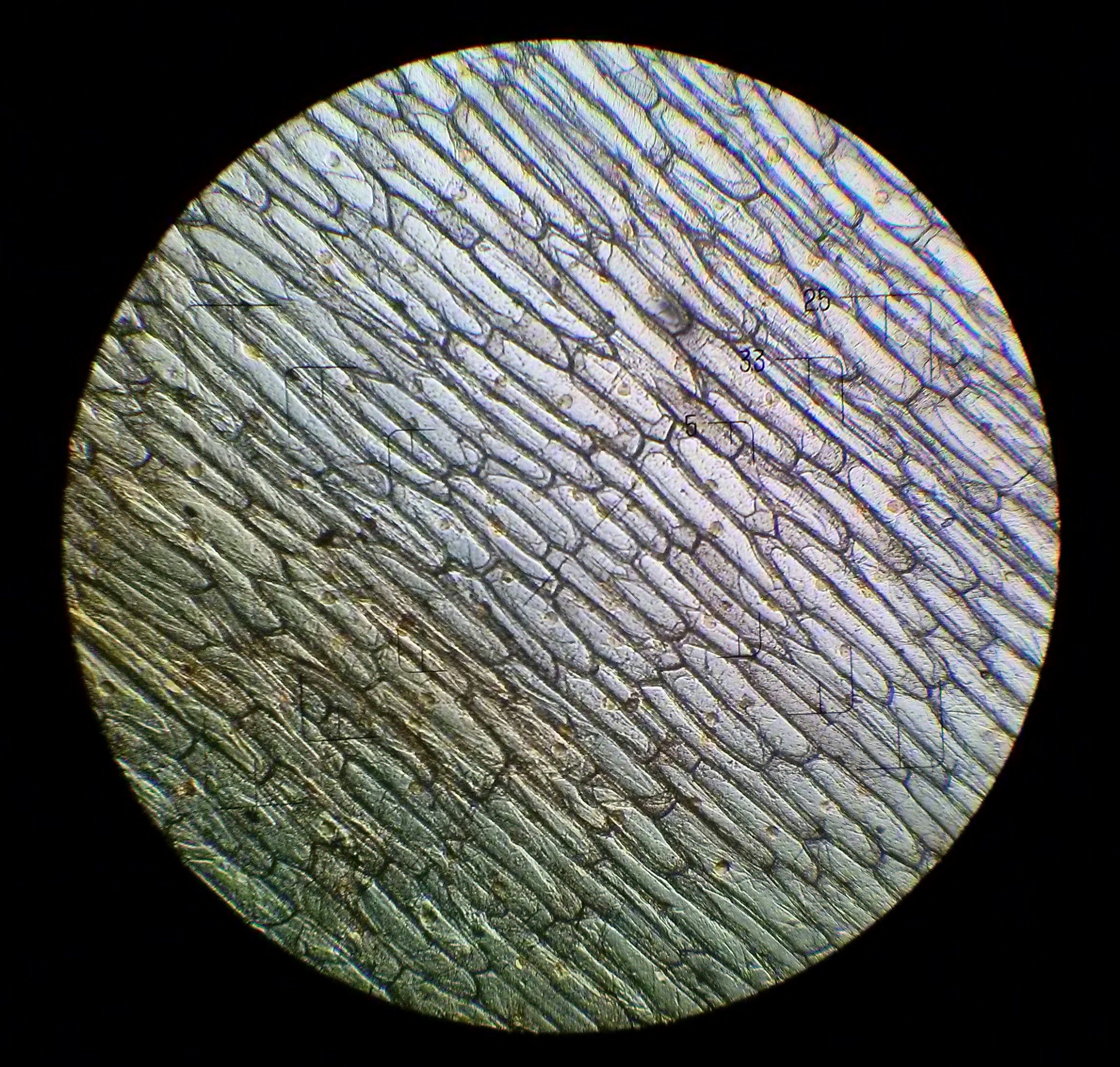
Клітини цибулі городньої під мікроскопом

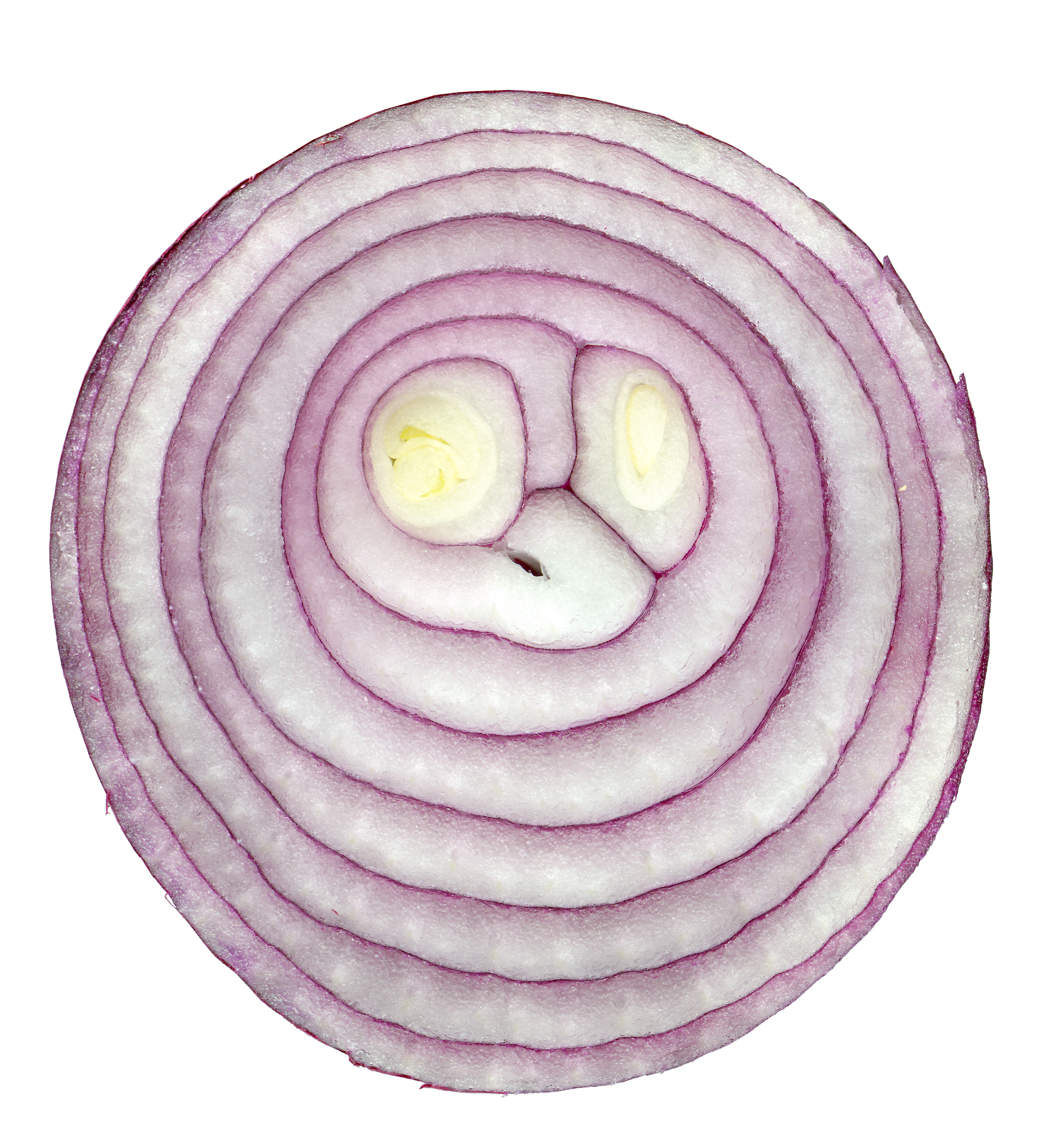
Фіолетова цибуля в розрізі

У культурі відома понад 5 тисяч років.
Середня врожайність цибулі — близько 350 ц/га. Найкращий урожай досягається при температурі 18-20°С. При температурі нижче 13 °C розвиток цибулин сповільнюється, стійкість до захворювань знижується. При спекотній сухій погоді погіршується смак зелені.
Виведено багато сортів, що розрізняються на смак і кількістю цибулин, а також скоростиглістю. У Криму популярна цибуля з фіолетовою шкіркою, так звана «ялтинська цибуля». Гострі сорти вирощують у дворічній культурі, солодкі та напівгострі в умовах України — в однорічній.
Микола Вавилов, подорожуючи 1927 року Іспанією, відзначав найвищу в світі врожайність валенсійського сорту цибулі городньої, що сягала 5 тисяч пудів з одного гектара. У Валенсії в той час під посіви цього сорту використовували більше 9 тисяч гектарів:134,138.

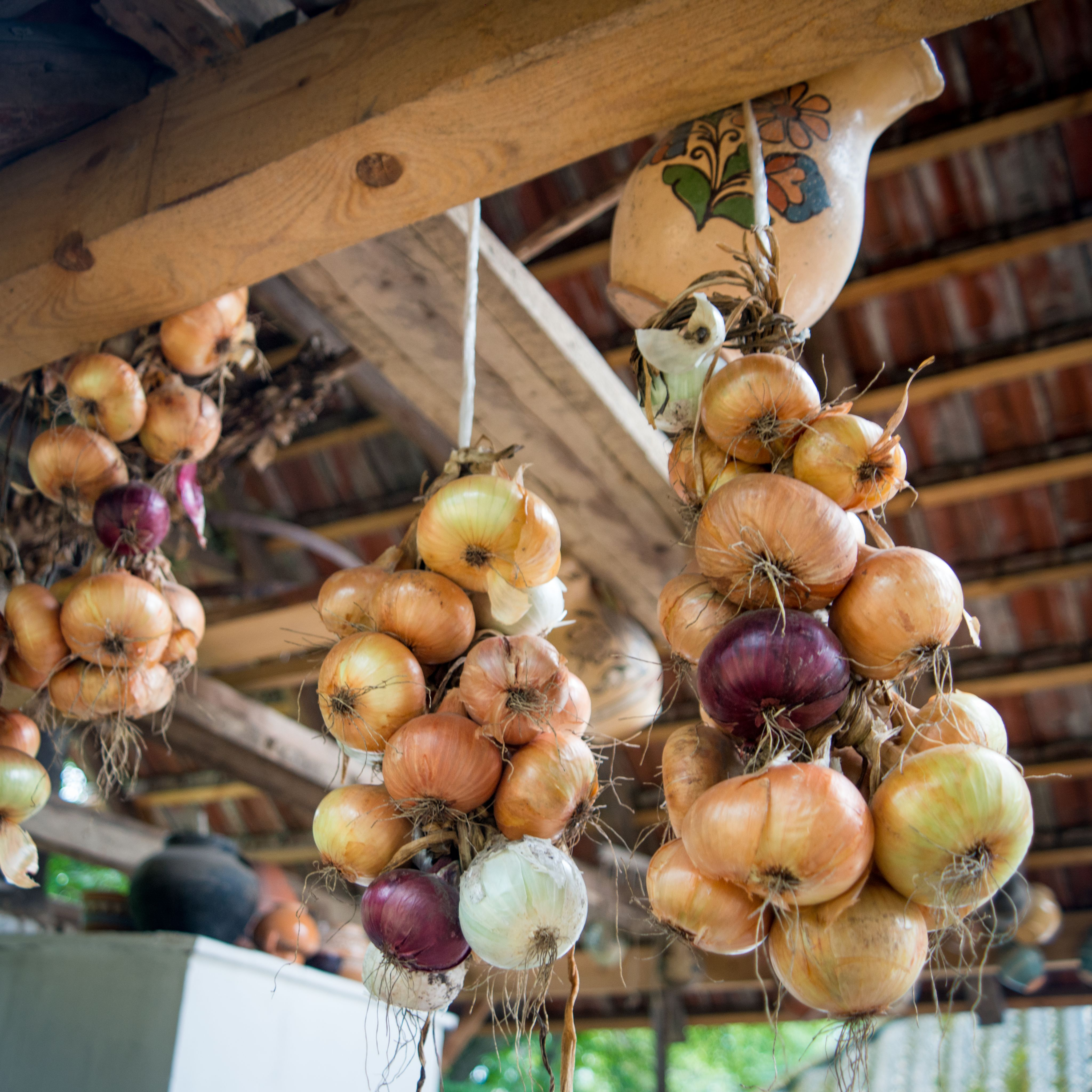
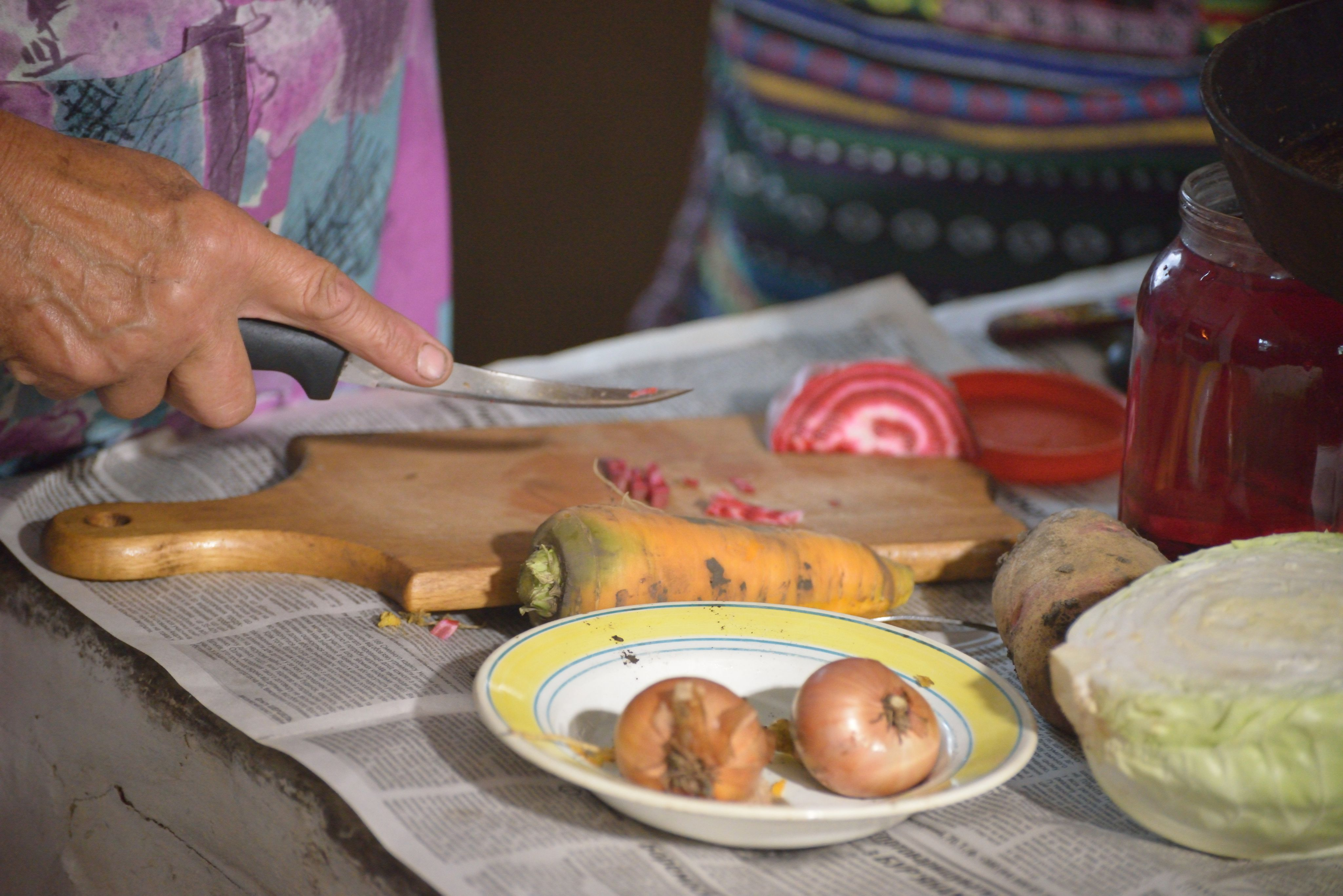
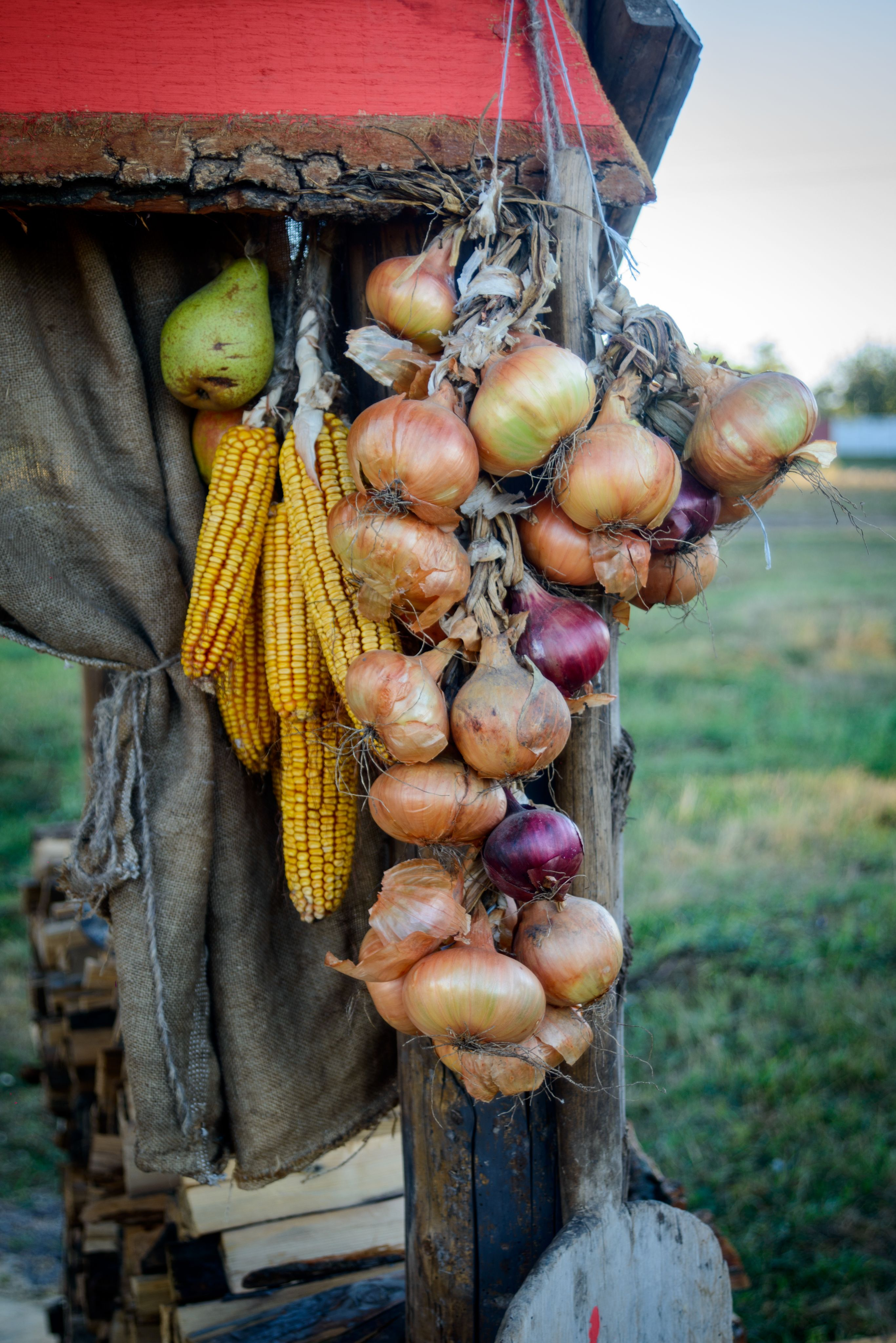
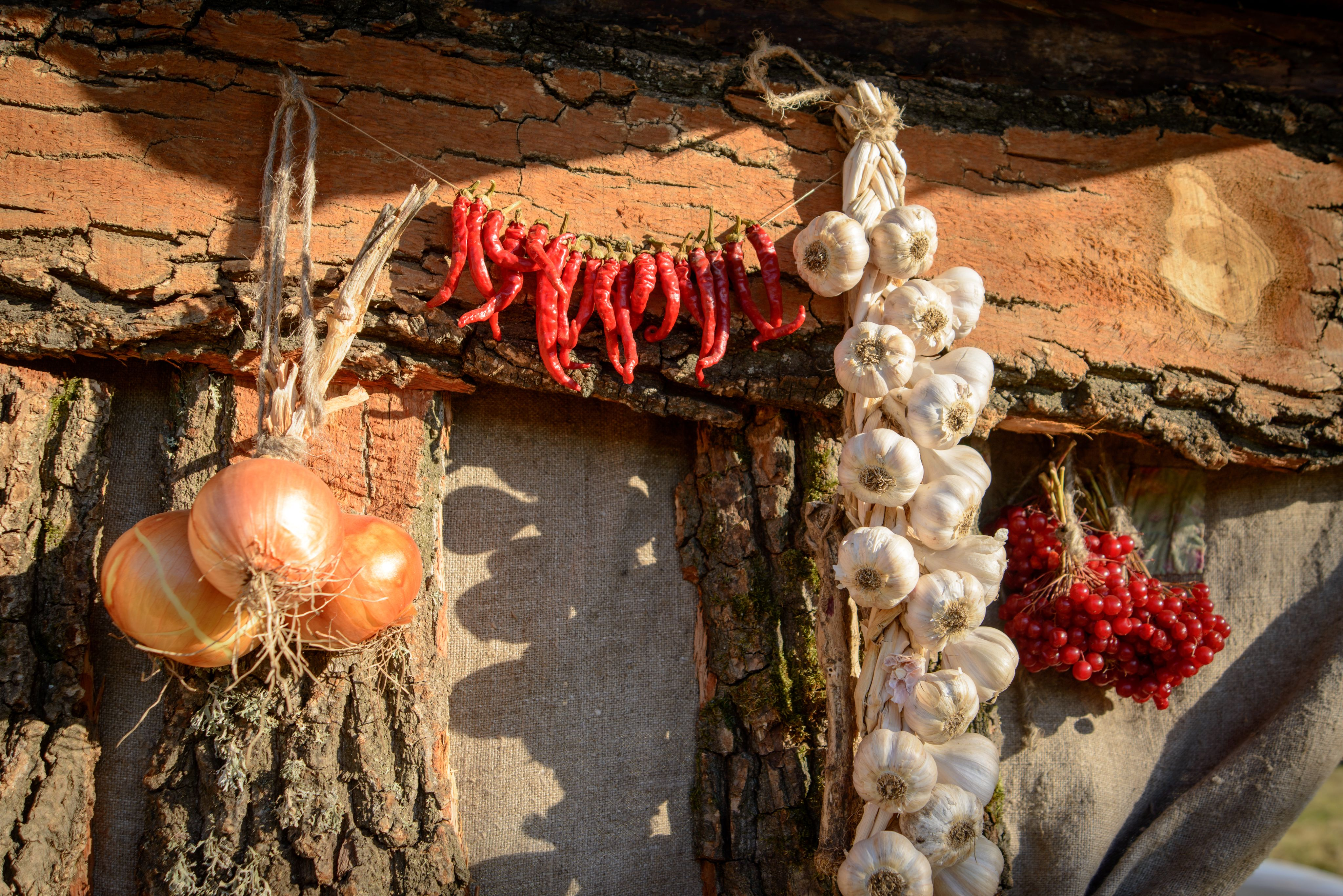

### В медицині
Незважаючи на велику кількість корисних бактерицидних властивостей у цибулі, її застосування в медицині і косметології було обмеженим через різкий неприємний запах. З'ясувалося, що різкий запах цибулі обумовлений сірчистою сполукою — алілпропілдисульфідом (CH2 = CH-CH2-S-S-CH2-CH-CH3).
У самій цибулі цієї сполуки немає, але великий вміст амінокислоти цистеїну з сульфогідрильними групами -SH. При розрізуванні цибулі ці амінокислоти під дією ферментів перетворюються в пахучі дисульфіди. У цибулі відбувається утворення тіопропіональдегід-S-оксиду (CH3-CH2-CH = S = O), який саме і проявляє сльозогінні властивості.
Вважають, що саме сірковмісні органічні сполуки обумовлюють як дратівливі (до некротизуючих) властивості препаратів цибулі, так і їх неприємний (аж до нестерпності) запах. Це обмежує область медикаментозного використання таких препаратів, оскільки подразнююча дія лікарського засобу часто виявляється перешкодою при лікуванні, наприклад, відкритих ранових поверхонь, післяопераційних ран і рубців, шкірних захворювань, а також у лікувальній косметиці.
Українські вчені на чолі з професором Костянтином Селезньовим розробили і запатентували спосіб усунення подразників шкірних покривів і неприємного запаху цибулі. М'яке селективне видалення з екстрактів цибулі сірковмісних сполук засноване на використанні неорганічних солей срібла, в присутності яких відбувається розрив хімічного зв'язку вуглець-сірка і відновлення нерозчинного сульфіду срібла.
Цей спосіб десульфуризації не торкається хімічних компонентів, що зумовлюють корисні властивості цибулі, що дозволяє екстрактам зберегти властиві їм види біологічної активності (проникати в глибокі шари шкіри, зволожувати її і насичувати вітамінами, мікроелементами і ферментами, виконувати протизапальну, антибактеріальну та антиоксидантну дію), що надалі може послужити основою для створення лікувально-косметичних засобів з різноманітними терапевтичними властивостями (наприклад, коригуючими процеси рубцювання).
Отриманому з екстракту цибулі деодорованому і неподразливого для шкіри складного комплексу біологічно активних речовин присвоєно найменування «ONION FLAVONES».